# 浙江北路
浙江北路是中華人民共和國上海市靜安區一條南北走向道路，南起北苏州路，北至天目东路，全长834米，宽12米至20米。道路始建於清朝光绪二年（1876年），光绪二十二年至二十八年（1896年至1902年）向北延伸。最初名為北浙江路。中華民国35年（1946年）改為浙江北路。